# Relaciones Chile-Sudáfrica
Las relaciones Chile-Sudáfrica son las relaciones internacionales entre la República de Chile y la República de Sudáfrica, ambas naciones ubicadas en el hemisferio sur. Las relaciones entre ambos países son de larga data, desde la época colonial británica en África meridional. Actualmente, Sudáfrica es el primer socio comercial chileno en el continente africano.

## Historia

### Relaciones con las posesiones británicas en Sudáfrica
Chile estableció cónsules en la Colonia del Cabo a fines del siglo XIX, como parte de su política exterior con Gran Bretaña, quienes tenían como principal responsabilidad la supervisión e inspección de los navíos chilenos apostados en África del Sur. El primer cónsul honorario chileno fue Guillermo Jorge Anderson, establecido en la colonia británica de Ciudad del Cabo en agosto de 1867, bajo la presidencia de José Joaquín Pérez Mascayano. Dos años después se creó el mismo cargo en Port Elizabeth, designándose cónsul allí a David Ferguson Stewart. Ambos consulados quedaron vacantes tras los ceses de sus cónsules, por lo que a partir de 1895 no hubo representación chilena en Sudáfrica, hasta que fue nombrado Arthur Dennison Hinde, quien ocupó el cargo de cónsul honorario en Johannesburgo entre 1912 y 1932. Durante este periodo, los asuntos bilaterales entre Chile y el entonces dominio británico de la Unión Sudafricana fueron frecuentes, generándose una mutua impresión de los problemas en común que aquejaban a ambas naciones. Aunque no a gran escala, Chile compraba ganado ovino y carbón a Sudáfrica, y ésta se proveía de trigo, maíz y salitre chileno. Uno de los numerosos tratados firmados por Chile y Gran Bretaña en esa época, el Tratado de Comercio y Navegación Anglochileno de 1930, no fue visto como ventajoso para la Unión Sudafricana, cuyas autoridades incluso consideraron que no ganaban nada con tal acuerdo comercial, con su economía afectada por la Gran Depresión. Este alejamiento provocó la renuncia de Hinde y la vacancia del consulado chileno por cinco años, tiempo en el que la representación diplomática chilena en Sudáfrica fue mediada por el embajador británico en Santiago y Buenos Aires, Henry Chilton.
En abril de 1934, una comitiva chilena encabezada por el vicecanciller Francisco Landerstoy visitó Sudáfrica para explorar opciones de comercio y de reafianzamiento de las relaciones bilaterales, lo que, en conjunto con las gestiones del embajador británico en Santiago, Robert Mitchell, llevó a la designación, en 1937, de una nueva cónsul honoraria en Ciudad del Cabo, la coquimbana Dora Marais. Sin embargo, las relaciones volvieron a distanciarse durante la Segunda Guerra Mundial, dado que Chile decidió no ceder a las presiones británicas y se mantuvo neutral en el conflicto, hasta que fue convencido de adherirse a los aliados en 1943, por gestiones de los Estados Unidos. A partir de ese mismo año, los cónsules chilenos comenzaron a ser nombrados por el gobierno de Chile, siendo funcionarios diplomáticos de carrera. El primer cónsul de este tipo fue Rogelio Piffre, quien a los pocos meses de asumir su cargo, fue arrestado por la policía en Komatipoort, zona de la frontera con Mozambique declarada como área prohibida, sin documentos de identificación, pese a su inmunidad diplomática y a que la cancillería sudafricana le había concedido permiso para dejar la unión. Tras su liberación, las relaciones bilaterales quedaron dañadas, provocándose una nueva vacancia en el consulado chileno. En 1948, la Unión Sudafricana abrió una legación diplomática en Santiago de Chile, encabezada por Stephanus du Toit como ministro plenipotenciario concurrente desde Buenos Aires, a lo que Chile respondió nombrando a José Serrano Palma como cónsul honorario en Ciudad del Cabo.

### Relaciones tras la independencia de Sudáfrica

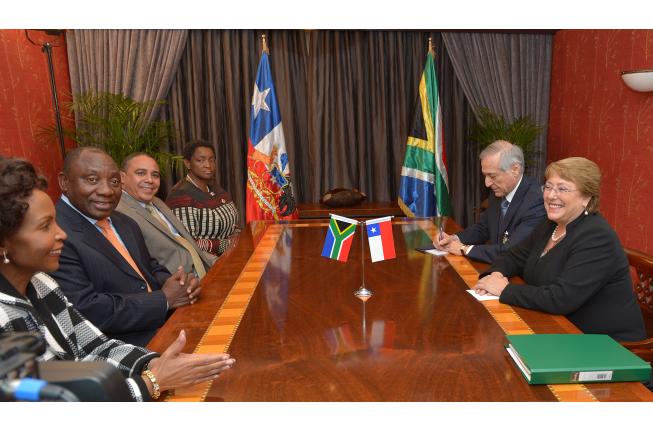
Encuentro bilateral entre los presidentes de Sudáfrica y Chile en Pretoria, en agosto de 2014

Las relaciones diplomáticas modernas entre ambos países se iniciaron en 1976, con el nombramiento de un cónsul general. En 1981, se designó al primer embajador sudafricano en Chile, cargo que se encomendó a un general de Ejército. Durante el resto de la década de 1980, otros dos militares en retiro fueron acreditados para encabezar la representación diplomática chilena. En esa época, la cooperación de tipo castrense se constituyó en el elemento prioritario de la relación bilateral, entendido por el contexto de aislamiento internacional de ambos regímenes militares. En 1990, con el retorno a la democracia en Chile, el gobierno de Patricio Aylwin redujo considerablemente el nivel de la relación, manteniéndose en Pretoria una misión a cargo de un encargado de negocios. En la medida que fue avanzando el proceso político sudafricano, se resolvió elevar nuevamente la misión al rango de embajada, por lo que Chile nombró a su primer embajador residente en Sudáfrica en 1991. Por su parte, las autoridades sudafricanas designaron como embajador en Santiago a Len Brand.
A principios de 1993, el presidente Aylwin formuló una invitación a su par sudafricano Frederik de Klerk para que visitase Chile, que se concretó en agosto de ese año. Esa visita constituyó el punto de partida de una nueva etapa en los vínculos entre ambos países, pues sus respectivos gobiernos acordaron emprender una serie de iniciativas de mutuo interés, como la asistencia recíproca en el control del tráfico ilícito de estupefacientes, la cooperación científica y tecnológica en el rubro agropecuario y la suscripción de un tratado de extradición y la supresión de las exigencias de visas de turismo y de negocios. Chile protagonizó un papel protagónico papel en los esfuerzos del nuevo régimen sudafricano por poner término a las divisiones sociales originadas en la época del apartheid, propósito para el cual Sudáfrica siguió el modelo adoptado por Chile, creando una Comisión de Verdad y Reconciliación similar a la chilena.
En 2006, ambos países suscribieron un memorándum de entendimiento sobre cooperación en materia de defensa, el que entró en vigencia tres años después. Posteriormente, en 2012, se creó en Pretoria una Comisión Conjunta de Comercio e Inversiones, y se firmó un convenio para evitar la doble tributación, el que entró en vigencia en 2016.

### Visitas oficiales
En agosto de 1993, el presidente sudafricano Frederik De Klerk realizó una visita de Estado a Chile, tras la invitación que le hiciera el presidente chileno Patricio Aylwin. Cinco años después, el presidente Eduardo Frei Ruiz-Tagle realizó la primera visita de Estado de un mandatario chileno a Sudáfrica. En esa ocasión, se firmaron acuerdos sobre promoción y protección de inversiones y en materia de cooperación para la lucha contra el narcotráfico. Posteriormente, en junio del 2005, realizó una visita oficial a Chile el presidente sudafricano Thabo Mbeki, ocasión en la cual se reunió con el presidente Ricardo Lagos.
En agosto de 2014, la presidenta chilena Michelle Bachelet efectuó una visita de Estado a Sudáfrica, donde se reunió con el presidente Jacob Zuma, donde se comprometieron a impulsar los vínculos entre ambos países profundizando su intercambio cultural y comercial.

## Relaciones comerciales
Sudáfrica es el principal socio comercial de Chile en el continente africano y mantiene importantes inversiones en el país sudamericano. Históricamente y dada la relativa cercanía, ha existido una ruta marítima intercontinental entre ambos territorios a través del estrecho de Magallanes.
En 2022, el comercio bilateral alcanzó los 185 millones de dólares estadounidenses, habiéndose contraído un -3.1% en promedio anual durante los últimos cinco años. Los principales productos exportados por Chile a Sudáfrica son cloruro de potasio, nitratos de potasio y nitrato de sodio, mientras que Sudáfrica exporta principalmente jugo de piña y minerales de cromo al país sudamericano.

## Misiones diplomáticas
- Chile tiene una embajada en Pretoria.[10]
- Sudáfrica tiene una embajada en Santiago de Chile.[11]